# 保罗·迪卡尼奥
保罗·迪卡尼奥（義大利語：Paolo Di Canio，1968年7月9日—）是一名意大利足球运动员，司职前锋，曾经在意大利、英格兰、苏格兰联赛多家球会效力。退役後擔任領隊，於2011年任教剛降級英乙的史雲頓。
他是2001年度国际足联公平竞赛奖的获得者，然而整個球員生涯以脾氣壞見稱，曾作過多次具爭議之舉動。不過他卻深受韋斯咸球迷尊重，曾在一次訪問中明言欲執教韋斯咸。

## 生平

### 球員
早年
迪卡尼奥出生在罗马，在罗马的球会拉齐奥开始职业足球生涯。1985年正式出道，然而由於是青年軍出身，效力了五季，迪肯尼奧都沒升上一線。直至1990年加盟意甲大球會尤文图斯後，他才嶄露頭角。迪肯尼奧打了3个赛季，上陣時間漸多，其中1992-93年球季更上陣31場比賽。随后又在那不勒斯效力，而該季被視為迪肯尼奧最成功一季。
AC米兰
1994年獲AC米兰力邀加盟，然而由於球星眾多，迪肯尼奧沒獲重用。1996年，迪卡尼奥随AC米兰到北京进行商业比赛。在这次远东之行中迪卡尼奥和主教练发生严重冲突，于是他决定离开意大利，加盟苏格兰足球超级联赛球会凯尔特人。
凯尔特人
他在1996-97赛季中出场37次，打进15球，虽然没能获得联赛冠军，但他凭借个人的精彩表现被球员工会会员投票选为当赛季苏格兰PFA足球先生。
谢周三
1997年，他以420万英镑的身价转会到英超球会谢周三。迪卡尼奥在英格兰延续着他之前的良好状态，在1997-98赛季打进14球，成为当赛季球队的最佳射手。但迪卡尼奥的火爆个性也让他惹到不少的麻烦，1998年9月26日，迪卡尼奥在海布里球场和阿森纳的比赛中和对方后卫上演拳击战而被主裁判阿尔科克（Paul Alcock）双双罚下。不满判决的迪卡尼奥将阿尔科克推倒在地，结果被追加停赛11场，并罚款10,000英镑。
禁赛期满后迪卡尼奥却始终称病留在意大利，拒绝回谢周三参加训练。谢周三俱乐部最后只能采取扣工资的方式来处罚迪卡尼奥，并将他列入转会名单。
西汉姆联
1999年1月27日，西汉姆以170万英镑的价格买入迪卡尼奥。迪卡尼奥帮助西汉姆队获得联赛第五名的好成绩，并透過托托杯成功晋级欧洲联盟杯。2000年3月，迪卡尼奥在和温布尔顿的联赛中打进一个非常精彩的进球，这个进球被BBC评选为1999-2000赛季英超联赛最佳进球。赛季结束后，迪卡尼奥被球迷评选为球队赛季最佳球员。
2000年12月，在和埃弗顿的联赛中，迪卡尼奥在对方门将受伤倒地时，主动放弃面对空门的进球机会而用雙手接實傳球，这一举动也使他获得2001年度国际足联公平竞赛奖的荣誉。
虽然曼联在2001年和2002年曾经两度邀请迪卡尼奥加盟，但由于转会费等种种原因，双方俱乐部最终没能达成一致。2002-03赛季，由于迪卡尼奥公开攻击俱乐部主帅格伦·罗德尔，一度被打入冷宫，虽然他在保级的关键时期又被重新启用，但却无力阻止西汉姆降级到英甲联赛。和西汉姆队合同到期的迪卡尼奥决定离开球队。
查尔顿
2003年8月11日自由转会到英超球会查尔顿。2004年6月11日，查尔顿宣布和迪卡尼奥续约一年，但两个月后，迪卡尼奥决定和查尔顿解约，自由转会及大幅減薪回到遭受財困的拉齐奥。
拉素
2005年1月6日，迪卡尼奥在罗马德比中打进一球，帮助拉齐奥3比1击败罗马，而迪卡尼奥进球后向拉齐奥的右翼球迷行納粹禮的动作却在意大利引起了轩然大波。虽然迪卡尼奥表示这个姿势只是连续动作中的一部分，记者只是捕捉到某瞬间的姿势然后将其指称为有某种象征，最终意大利足协仍决定予以一万欧元的处罚。迪卡尼奥在2005-06赛季又在和利沃诺和尤文图斯两次向球迷行纳粹礼，再次被意大利足协处以停赛1场，罚款一万欧元的处罚，国际足联也表示将考虑将迪卡尼奥逐离职业足球，随后他承诺不在比赛中行纳粹礼。赛季结束后，迪卡尼奧加盟意大利丙级球队思科羅馬。
2008年3月10日，迪卡尼奥宣布退役。

### 教練
迪卡尼奥持有歐洲足協職業教練證書（UEFA Pro Licence），於2011年5月20日獲聘剛降班英乙的史雲頓擔任領隊。
2013年3月31日，迪卡尼奧執教英超球隊桑德蘭隊。當季他帶領球隊成功保級。

## 荣誉

### 俱乐部
- 尤文图斯
  - 欧洲联盟杯冠军：1993
- AC米兰
  - 意大利足球甲级联赛冠军：1995-96
  - 欧洲超级杯冠军：1994
- 西汉姆
  - 托托杯冠军:1999

### 个人
- 苏格兰PFA足球先生:1996-97
- 国际足联公平竞赛奖:2001

## 外部連結
- FootballDatabase：簡歷及統計 （页面存档备份，存于）